# Château du Cleray
Le château du Cleray (ou château du Clairay, Villa des Clérais) est un château situé à Vallet, en France.

## Localisation
Le château est situé sur la commune de Vallet, dans le département de la Loire-Atlantique.

## Historique
En 1824, Charles Marie Richard acquiert le domaine. La villa est construite par son petit-fils Charles-Marie Richard de La Vergne dans le style néo-classique avant 1840.
Le monument est inscrit au titre des monuments historiques en 1997.